# سیریل برت
سیریل برت (انگلیسی: Cyril Burt; ۳ مارس ۱۸۸۳ – ۱۰ اکتبر ۱۹۷۱) روانشناس و دانشمند در زمینه ژنتیک اهل بریتانیا بود. او بخاطر مطالعات خود در خصوص وراثت بهره هوشی شناخته می‌شود.